# Kobra (Vändra)
Kobra – wieś w Estonii, w prowincji Parnawa, w gminie Vändra.